# 피아트 팔리오
피아트 팔리오(이탈리아어: Fiat Palio)는 이탈리아의 자동차 제조업체인 피아트에서 1996년 4월에 출시한 슈퍼미니 자동차이다. 해치백은 2018년까지, 왜건은 2020년까지 생산되었다.
팔리오는 월드카이며, 피아트가 개발도상국을 목표로 개발했다. 전 세계 여러 국가에서 생산되었으며, 그 플랫폼은 시에나 세단, 팔리오 위켄드 스테이션 왜건, 팔리오 어드벤처 크로스오버 및 스트라다 경량 픽업트럭에도 사용되었다.

## 팔리오 배지의 기원
팔리오 배지는 1977년 유럽 시장의 마크 II 피아트 127에서 유래했으며, 실제 모델이라기보다는 트림 지정이었다. 127 팔리오는 합금 휠, 더 고급스러운 인테리어, 127 스포츠에서 볼 수 있는 메탈릭 페인트 마감재를 특징으로 했다. 팔리오 명칭은 1980년대와 1990년대에 걸쳐 다양한 시장에서 다른 피아트 모델에도 사용되었다.

## 1세대 (178, 1996년)

### 1996년~2002년

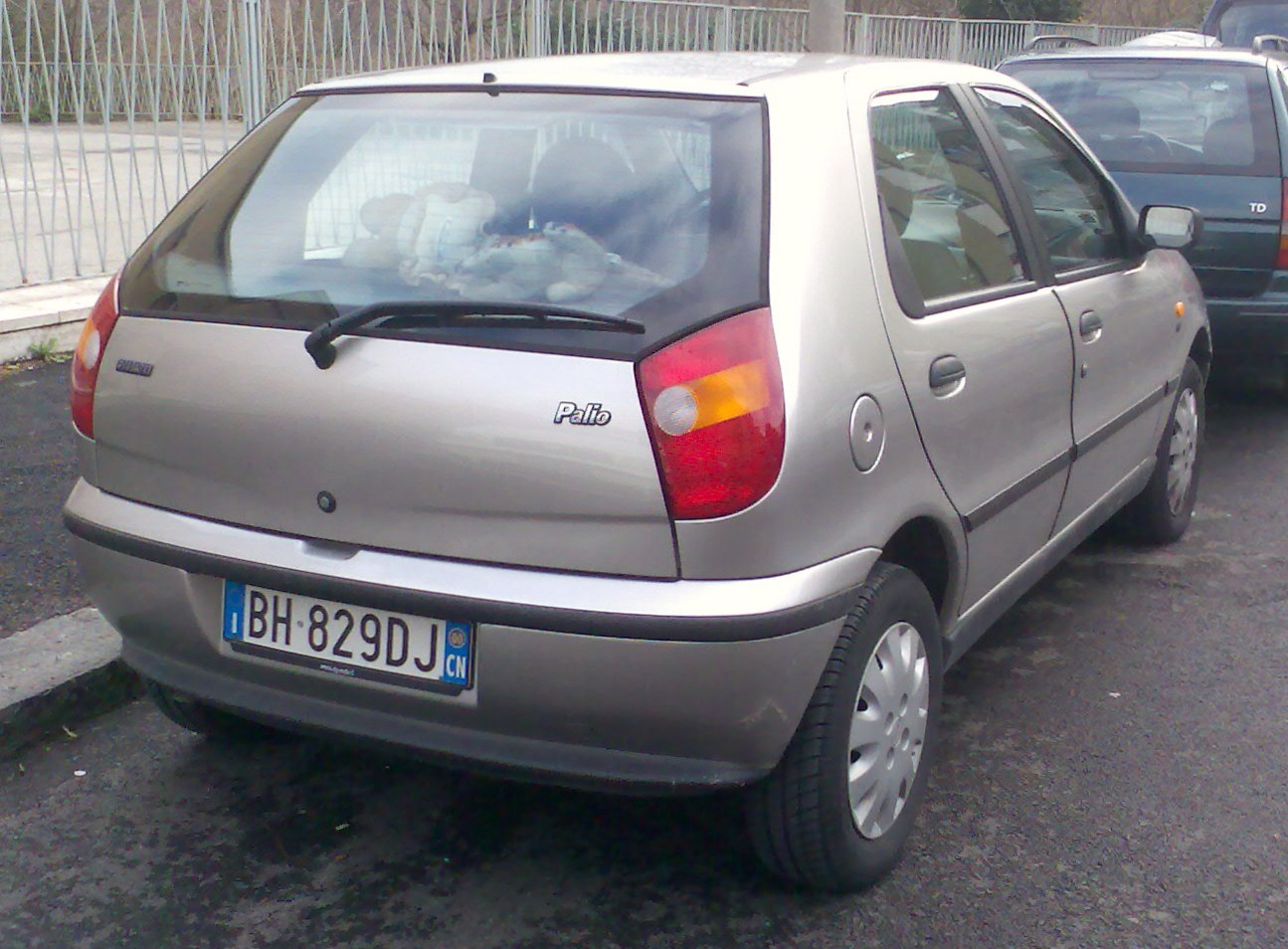
피아트 팔리오 (이탈리아)

1996년 브라질에서 피아트의 "프로젝트 178"의 일환으로 출시된 팔리오는 피아트의 첫 번째 세계 자동차 제작 시도였으며, 동일한 기본 디자인이 전 세계 여러 국가에서 생산되었다. 해치백, 세단, 픽업, 스테이션 왜건의 네 가지 주요 모델이 생산되었으며, 시장별로 다른 버전이 제작되었다. 디젤 및 가솔린 엔진은 현지 생산 능력, 법규 및 시장 요구 사항에 따라 지역별로 다양했다.
기본 섀시는 유럽 피아트 우노의 개발품이었으나 거의 모든 부분이 변경되었다. 전체 구조는 일부 시장의 거친 도로에 적합하도록 훨씬 더 강력하게 만들어졌다. 서스펜션 레이아웃은 우노와 마찬가지로 전면에는 맥퍼슨 스트럿, 후면에는 토션 빔으로 구성되었지만, 위켄드 (스테이션 왜건) 버전은 피아트 푼토의 완전 독립 트레일링 암 후면을 사용했다. 차체는 토리노의 I.DE.A Institute에서 완전히 새로운 디자인으로 설계했으며, 새로운 인테리어도 디자인했다. 일부 엔진은 푼토와 브라보와 같은 다른 피아트 모델에서도 가져왔다.
생산은 1996년 브라질에서 시작되었고, 그해 후반 아르헨티나의 공장에서 이어졌다. 1997년에는 베네수엘라, 유럽 시장을 위한 폴란드, 그리고 모로코 (Somaca 공장에서)에서 생산이 시작되었고, 튀르키예는 1998년에 동일한 자동차를 만들기 시작했다. 인도에서는 새로운 피아트-타타 자동차 공장의 푸네에서 조립되었고, 남아프리카 공화국에서는 닛산에서 피아트 스트라다라고 불리는 픽업 버전과 함께 생산되었다. 인도와 남아프리카 공화국에서는 1999년, 이집트에서는 2001년, 중화인민공화국에서는 2002년에 생산이 시작되었다. 팔리오 위켄드 스테이션 왜건은 1996년 브라질에서 출시되었고, 나중에 유럽에서도 출시되었다. 스테이션 왜건은 유럽에서 가장 흔히 팔리는 버전이다.

### 2000년~2006년

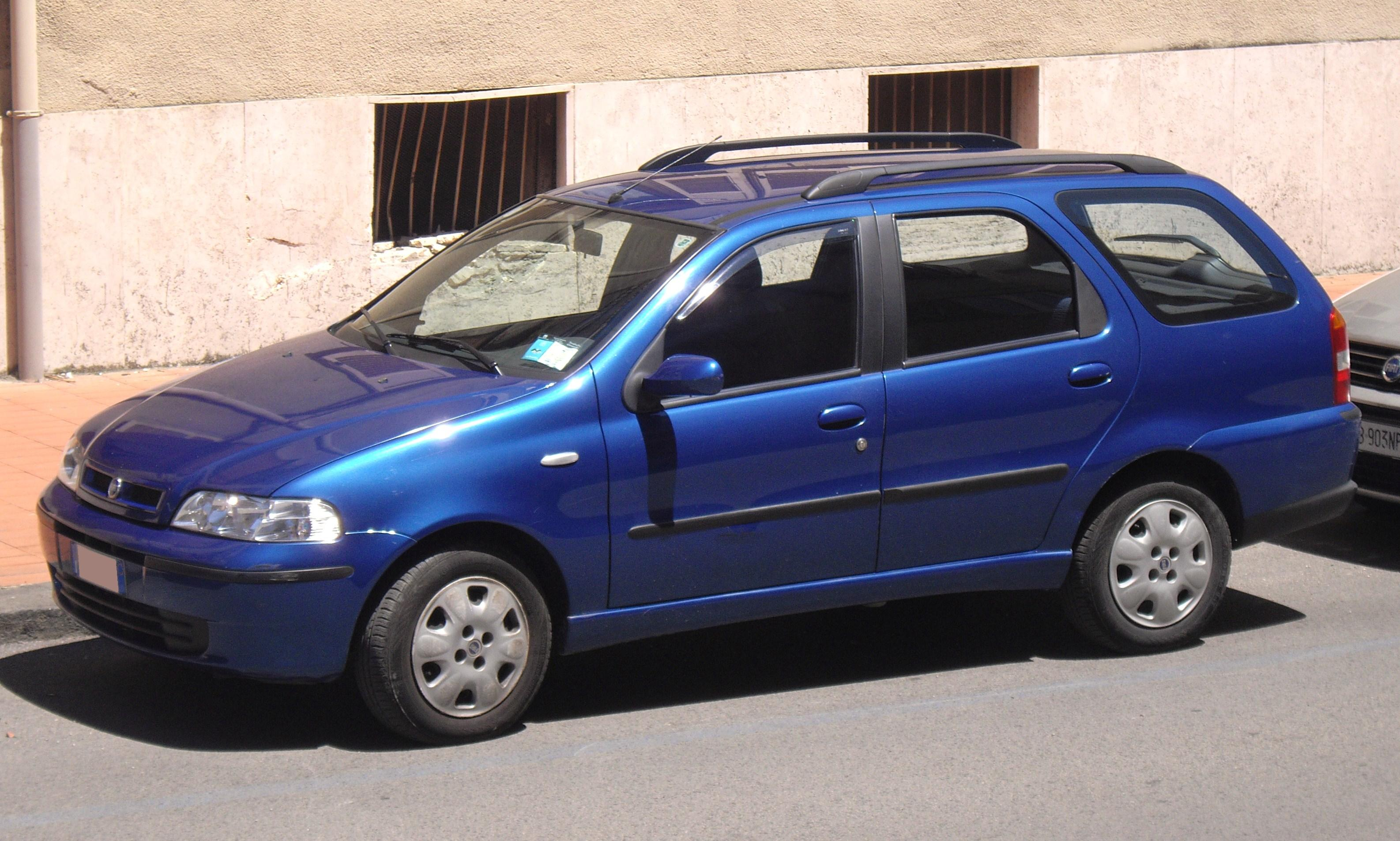
2001 피아트 팔리오 위켄드 (유럽)

2000년, 이 모델은 첫 번째 페이스리프트를 거쳤다. 이 페이스리프트는 이탈리아의 자동차 디자이너 조르제토 주지아로가 디자인했다. 이 페이스리프트에는 새로운 전면 및 후면 페시아와 완전히 새로운 인테리어가 포함되었다. 또한, 팔리오에 새로운 엔진이 추가되었다: 파이어 16밸브 1.0-L 및 1.2-L, 그리고 튀르키예에서 제작된 120마력의 1.6-L 16밸브 엔진인 스포팅이 그것이다. 2001년 팔리오는 난징 자동차가 중화인민공화국에서 만든 최초의 피아트 자동차였다. 일부 시장에서는 이 세대에 스피드기어 CVT 옵션이 포함되었다. 2000년 팔리오 페이스리프트는 이탈리아에서 판매된 최종 버전이다. 2001년, 피아트는 남아메리카 시장을 위해 팔리오 위켄드를 기반으로 한 크로스오버 버전인 팔리오 어드벤처를 출시했다. 유럽에서는 팔리오 위켄드가 2003년 피아트 아이디어 MPV로 대체되었다.

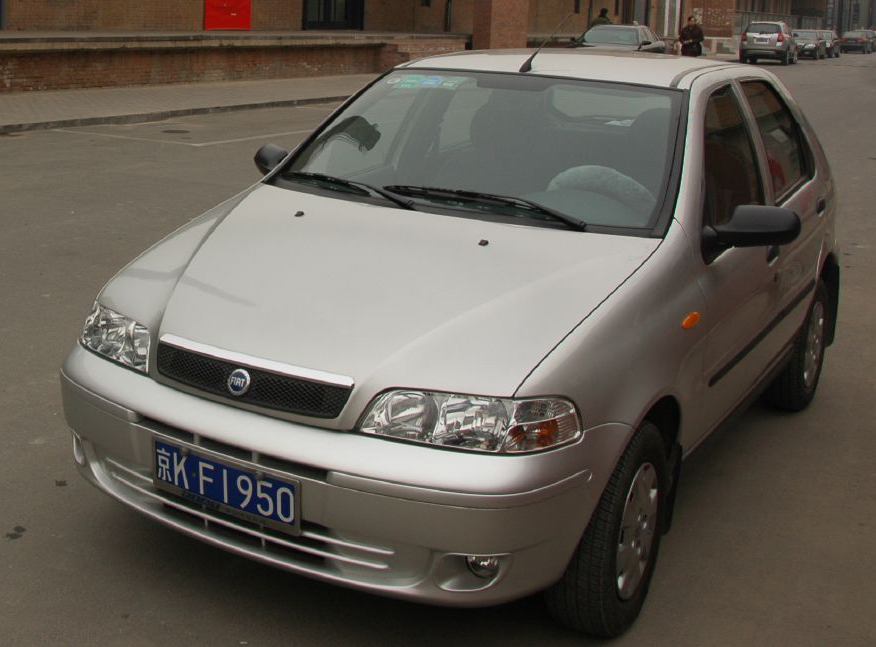
중화인민공화국의 난징 피아트 팔리오

#### 난징 피아트 팔리오
2001년 11월, 중화인민공화국 피아트 팔리오가 데뷔했으며, 60 PS (44 kW) 1.2-L 또는 85 PS (63 kW) 1.5-L 엔진이 장착되었다. 시에나 세단은 2002년 11월에 추가되었고, 팔리오 위켄드는 2003년 6월에 이어졌다. 팔리오 위켄드는 작은 엔진과 함께 제공되지 않았다. 1.6-L 72 kW 위켄드가 계획되었지만 판매된 적은 없었다.

#### 안전 등급
팔리오의 세단 버전인 Fiat Albea는 러시아에서 유로 NCAP의 최신 표준 (64 km/h의 오프셋 전면 충돌)에 따라 테스트되었다. 알베아는 전면 테스트에서 8.5점을 획득하여 별 3개에 해당한다. 테스트된 차량에는 표준 운전석 에어백과 일반 안전벨트가 장착되었다.
알베아의 중국 버전인 피아트 페를라(Fiat Perla)는 중화인민공화국에서 차이나 NCAP(China-NCAP)에 의해 세 가지 다른 테스트를 거쳤다: 벽과의 100% 전면 충돌 테스트 (미국 고속도로 교통 안전국 테스트와 유사), 40% 오프셋 테스트 (유로 NCAP와 유사), 측면 충돌 테스트. 페를라는 100% 전면 충돌 테스트에서 8.06점을 획득하여 별 3개에 해당했고; 40% 오프셋 충돌 테스트에서 12.02점을 획득하여 별 4개에 해당했으며, 측면 충돌 테스트에서 10.96점을 획득하여 별 3개에 해당했다; 평균 31점과 별 3개의 결과를 얻었다. 테스트된 차량에는 표준 운전석 및 조수석 에어백과 일반 안전벨트가 장착되었다.

### 2004년~2016년

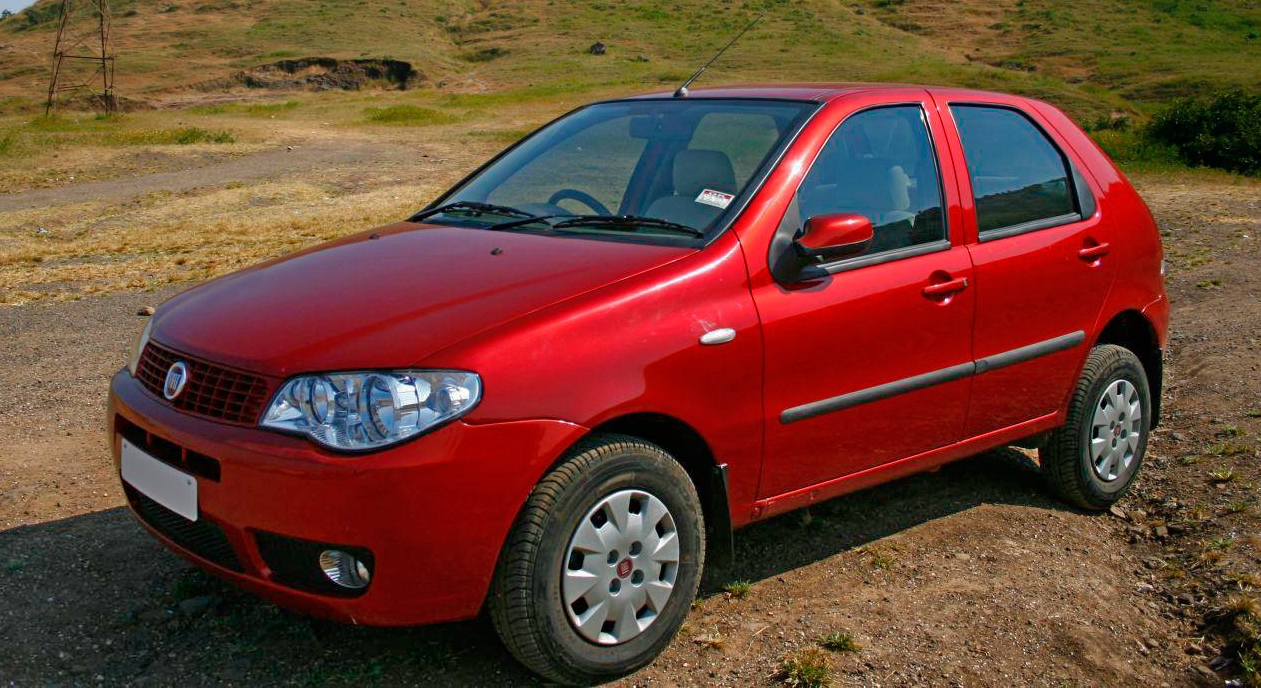
2004 피아트 팔리오 (인도)

두 번째 개정판은 2004년에 출시되었으며, 다시 조르제토 주지아로가 디자인했다. 기본적으로 이전 모델의 페이스리프트이다. 2004년 팔리오는 4개의 에어백 (전면 에어백 2개, 측면 에어백 2개), 주차 보조 장치, 빛 및 비 센서가 장착된 B-세그먼트 최초의 브라질 모델이었다. 유럽에서는 새로운 모델이 팔리오 2001 버전과 유사한 후면 페시아와 함께 재설계된 전면 페시아와 인테리어를 특징으로 했다. 브라질 시장에는 팔리오 1.8R이라는 스포츠 버전도 있었다. 이 모델에는 제너럴 모터스의 1.8리터 X18XE 엔진의 새로운 버전이 장착되었으며, 115마력 (에탄올) 및 112마력 (가솔린)의 출력을 냈고, 낮춰진 서스펜션, 새로운 14인치 합금 휠, 새로운 시트 및 기타 스포티한 기능이 포함되었다. 3세대 팔리오는 엄청난 판매량을 기록했으며, 일부 월에는 24년 이상 브라질에서 가장 많이 팔린 자동차인 VW 골보다 높은 판매량을 기록하기도 했다. 현재는 우노 밀레 파이어 이코노미 모델에서 파생된 변경 사항을 통해 후속 페이스리프트보다 저렴한 대안으로 팔리오 파이어 이코노미로 판매되고 있다. 최고급 모델은 여전히 위켄드 어드벤처 버전이며, 112마력 (가솔린) 및 114마력 (에탄올)의 1.8-L 파워트레인 플렉스 연료 엔진(5500rpm), 전지형 피렐리 시티넷 타이어, 더 높고 강화된 서스펜션 키트가 장착되었지만 여전히 4x2 구동 방식이다.

피아트 인도는 그란데 푼토 및 리네아와 함께 란잔가온 공장에서 2001년 버전 인테리어를 갖춘 2004년 팔리오를 제조했다. 타타 자동차와 협력 관계를 맺은 후, 팔리오는 1.1 파이어, 1.6 토크, 1.3 Multijet 엔진을 장착한 팔리오 스타일로 재출시되었다. 판매량은 월 200대 미만으로 저조했다.

### 2007년~2011년

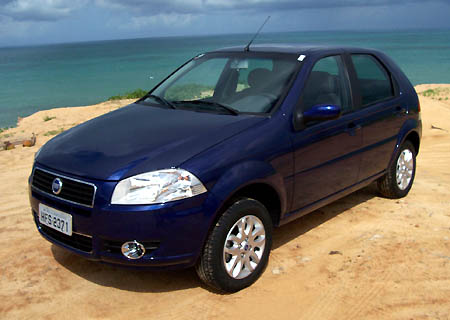
2007 피아트 팔리오

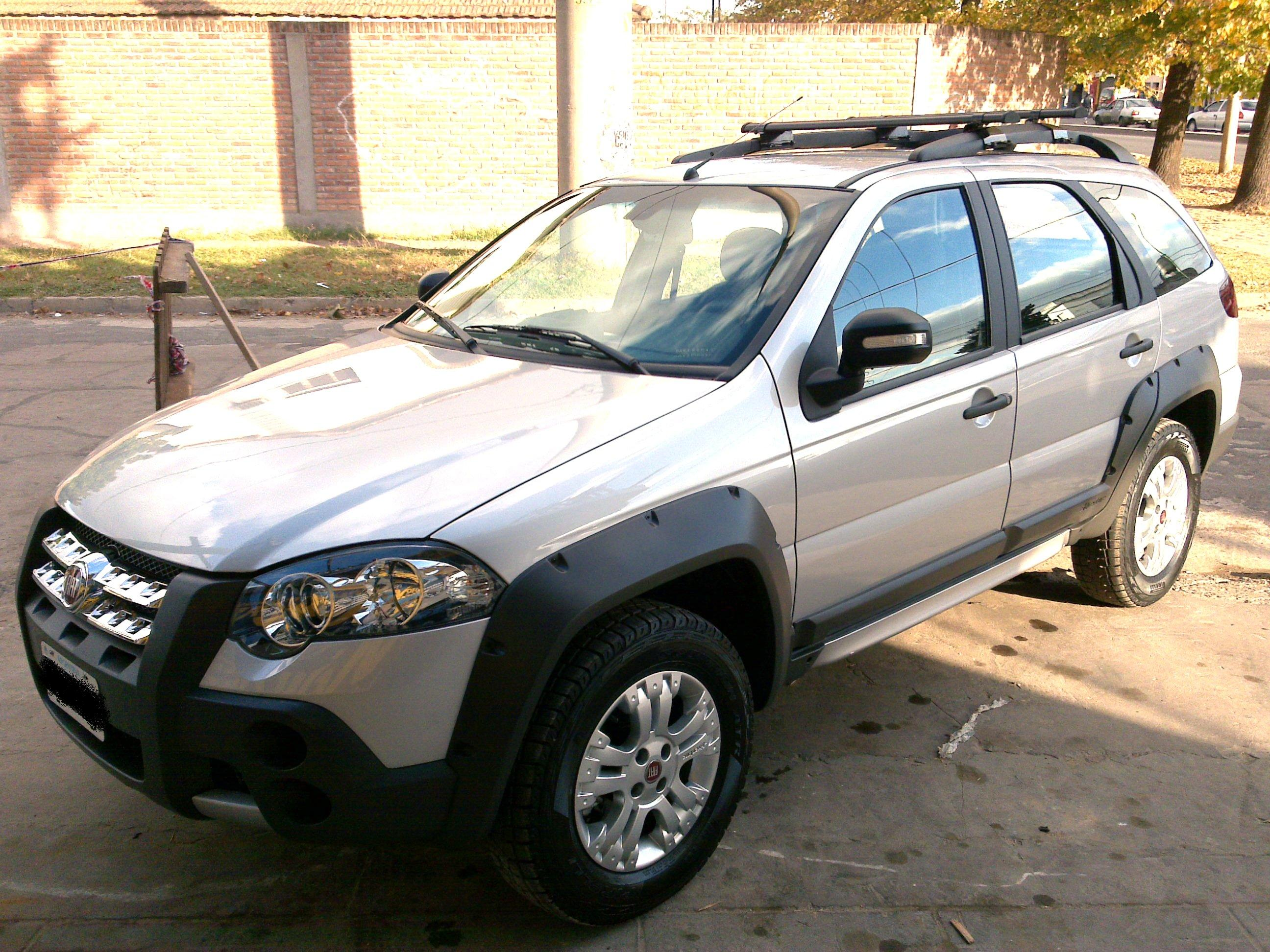
2010 피아트 팔리오 어드벤처

마지막 팔리오 페이스리프트는 2007년 나타우, 브라질에서 출시되었다. 차체 디자인은 2008년 1분기 브라질에서 출시된 그란데 푼토의 새로운 버전에서 영감을 받았다.
이 네 번째 페이스리프트에는 새로운 전면, 후면 및 측면 디자인이 포함되었지만, 1996년 모델의 원래 섀시를 유지했으며, 새로운 팔리오로 판매되었다. 또한 판매되는 두 가지 변형 간에 차이가 있는 계기판에 약간의 변경이 있었다.
이 새로운 팔리오의 트림은 1.0-L 또는 1.4-L 파이어 엔진을 장착한 ELX로, 둘 다 플렉스(에탄올 및 가솔린) 연료를 사용하며, 현재 1.8-L 8밸브 엔진의 개정판을 장착한 "스포티" 버전 1.8R도 유연하다. 그란데 푼토 출시 후 새로운 토크 엔진이 팔리오에 추가되었다. 팔리오 어드벤처는 새로운 차동 제한 장치와 전륜 구동 방식의 오프로드용 새로운 서스펜션을 도입했다.
2011년, 트리텍 엔진의 브라질 공장과 프로젝트를 인수한 피아트는 이를 수정하여 남아메리카에 새로운 4기통 엔진 라인(E-Torq)을 출시했으며, 1.6 16V(114 HP)는 모든 제품군에 장착되었고, 1.75(1.8로 판매, 130 HP)는 스트라다와 팔리오 위켄드에 장착되었다.
2012년, 팔리오와 그 LWB-세단 변형인 알베아는 토파쉬 공장에서 단종되었다.

2014년에는 스테이션 왜건 변형이 피아트 위켄드로 이름이 변경되어 팔리오라는 이름이 삭제되었다.

## 2세대 (326; 2011년)

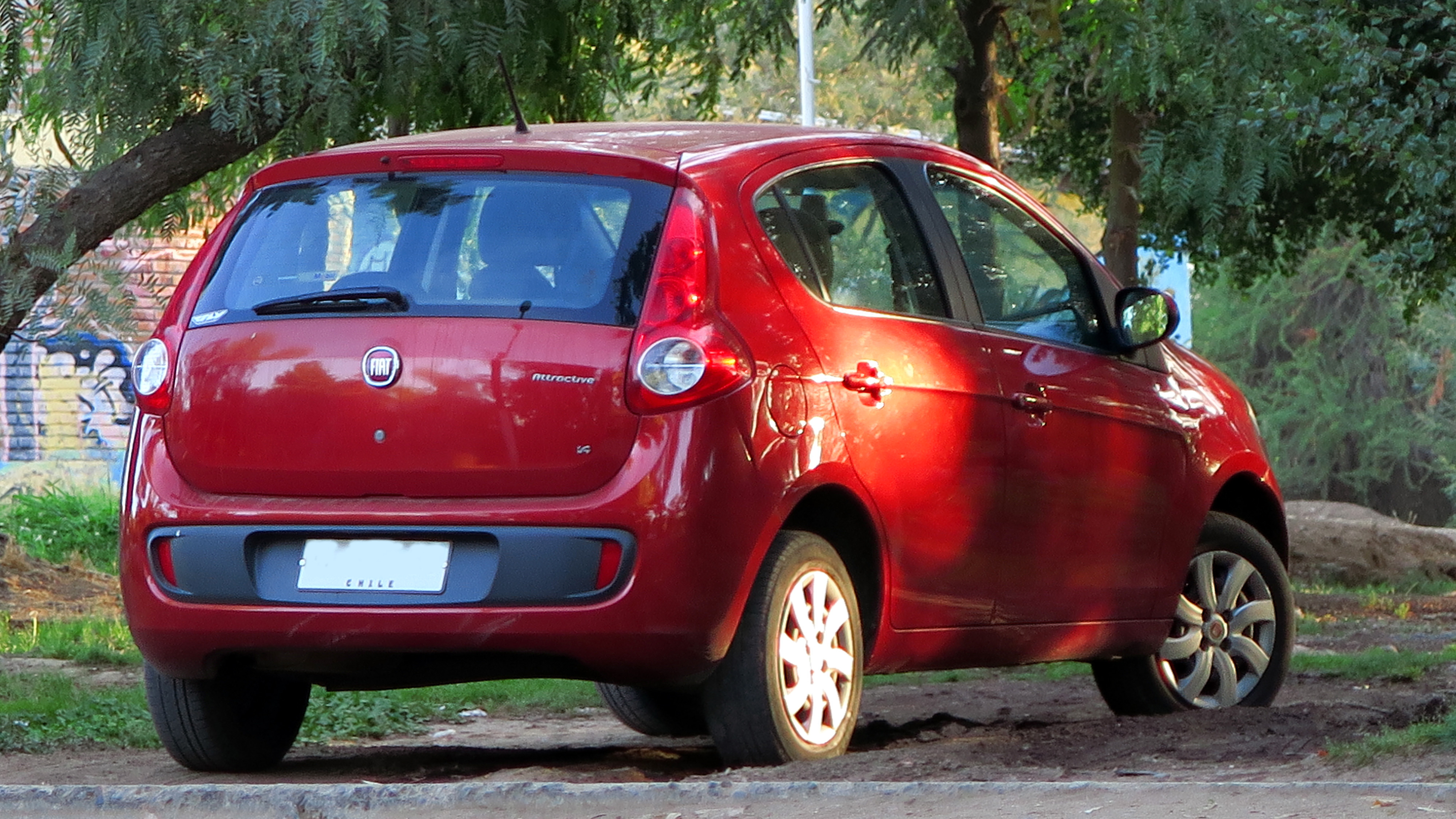
피아트 팔리오 후면

완전히 새로운 세대의 팔리오가 2011년 10월 그리스 미코노스섬에서 열린 연례 피아트 딜러 회의에서 공개되었다. 그러나 공식 출시는 2011년 11월 4일 브라질에서 이루어졌다. 이것은 1996년 출시 이후 첫 번째 전체 리모델링이다. 프로젝트 코드명 326은 브라질에서 새로운 피아트 우노의 성공으로 미리 예상되었다. 새로운 버전 중 하나는 스포팅으로, 시에나, 우노, 아이디어, 브라보, 스트라다의 스포티 버전으로 알려진 트림 레벨이다. 2017년 후반, 피아트 팔리오 생산 라인은 피아트가 새로운 피아트 크로노스, 피아트 아르고의 살룬 버전뿐만 아니라 크라이슬러 UConnect 멀티미디어 시스템이 없는 아르고의 기본 버전을 조립하기 시작할 계획으로 인해 아르헨티나에서 중단되어, 21년 만에 팔리오가 전 세계적으로 공식적으로 단종되었다.

## 전기 버전
2007년, 피아트는 브라질 전력 회사인 체미그와 이타이푸와 협력하여 브라질용 새로운 전기차량을 개발했다. 팔리오 전기 개조 차량은 소량만 생산되었고, 초기 배치로 개조된 피아트 팔리오 자동차는 2007년 후반에 테스트를 시작할 예정이었다. 3년간의 개발 끝에 팔리오 위켄드는 브라질에 있는 피아트의 포스 두 이구아수 공장에서 생산에 들어갔다.

## 모터스포츠
팔리오의 여러 경쟁 및 호몰로게이션 버전이 생산되었는데, A6 클래스 랠리 카로는 브라질의 루이스 테데스코가 운전하여 A6 클래스에서 여러 차례 브라질 및 남아메리카 챔피언을 차지했으며, 튀르키예 피아트 랠리 팀이 제작한 팔리오 슈퍼 1600 아바르트 랠리 카는 215마력 1.6-L 16밸브 엔진과 6단 시퀀셜 변속기를 갖췄다. 튀르키예는 또한 N2 팔리오를 자랑한다.

## 안전
1997년부터 구조적 변화가 거의 없었던 1세대 피아트 팔리오 디자인은 2010년 라틴 NCAP에서 에어백이 없는 가장 기본적인 라틴 아메리카 시장 구성에서 성인 탑승자에게 별 1개, 어린이에게 별 2개를 받아 매우 불안전한 것으로 평가되었다. 에어백 장착 버전은 2011년에 별 3개를 받았지만, 이는 판매 비중에서 극히 소수이다. 이는 2014년부터 이중 전면 에어백을 의무화하는 브라질 법률에 따라 변경되었다.
새로운 팔리오는 에어백과 ABS가 없는 가장 기본적인 라틴 아메리카 시장 구성에서 2014년 라틴 NCAP으로부터 성인 탑승자에게 별 0개, 유아에게 별 2개를 받았다.
2개의 에어백이 장착된 새로운 팔리오는 가장 기본적인 라틴 아메리카 시장 구성에서 2014년 라틴 NCAP으로부터 성인 탑승자에게 별 3개, 유아에게 별 2개를 받았다.
업데이트된 새로운 팔리오는 2개의 에어백이 장착된 가장 기본적인 라틴 아메리카 시장 구성에서 2015년 라틴 NCAP으로부터 성인 탑승자에게 별 4개, 유아에게 별 3개를 받았다.
새로운 팔리오는 2016년 라틴 NCAP으로부터 성인 탑승자에게 별 1개, 유아에게 별 3개를 받았다 (2010–2015년보다 한 단계 높다).

## 판매량
| 연도 | 유럽   | 중국   | 아르헨티나 | 브라질  | 멕시코 (해치백) | 아르헨티나 (위켄드) | 브라질 (위켄드) | 멕시코 (어드벤처) |
| ---- | ------ | ------ | ---------- | ------- | --------------- | ------------------- | --------------- | ----------------- |
| 1996 |        |        |            | 156,930 |                 |                     |                 |                   |
| 1997 |        |        |            | 290,820 |                 |                     | 46,953          |                   |
| 1999 | 52,585 |        |            |         |                 |                     |                 |                   |
| 2000 | 49,053 |        |            |         |                 |                     |                 |                   |
| 2001 | 22,466 |        |            | 163,706 |                 |                     | 37,303          |                   |
| 2002 | 9,769  | 13,914 |            | 130,814 |                 |                     | 30,406          |                   |
| 2003 | 2,293  | 16,443 |            | 119,371 |                 |                     | 22,322          |                   |
| 2004 | 12,943 | 15,575 |            | 128,218 |                 |                     | 23,401          |                   |
| 2005 | 9,897  | 22,284 |            | 126,457 | 1,114           |                     | 26,904          |                   |
| 2006 |        | 19,191 |            | 162,726 | 159             |                     | 22,049          |                   |
| 2007 |        | 11,191 | 13,809     | 221,750 | 182             | 5,830               | 18,278          |                   |
| 2008 |        |        | 11,916     | 197,224 | 648             | 4,282               | 30,392          |                   |
| 2009 |        |        | 9,092      | 203,736 | 23              | 5,053               | 43,249          |                   |
| 2010 |        |        | 6,413      | 137,519 | 3               |                     | 31,743          |                   |
| 2011 |        |        | 15,524     | 105,794 |                 |                     | 22,853          |                   |
| 2012 |        |        | 13,851     | 186,384 |                 |                     | 18,629          | 49                |
| 2013 |        |        | 22,244     | 177,014 | 1,114           |                     | 15,554          | 416               |
| 2014 |        |        | 26,488     | 183,741 | 523             |                     | 10,850          | 526               |
| 2015 |        |        | 26,757     | 122,364 | 603             |                     | 10,723          | 702               |
| 2016 |        |        | 29,109     | 63,996  | 555             |                     | 7,302           | 890               |
| 2017 |        |        | 27,200     | 20,138  | 327             |                     | 3,497           | 750               |
| 2018 |        |        |            | 391     | 9               |                     | 3,165           | 888               |
| 2019 |        |        |            | 40      |                 |                     | 3,191           | 818               |
| 2020 |        |        |            | 4       |                 |                     | 187             | 469               |
| 2021 |        |        |            | 11      |                 |                     | 10              |                   |

## 같이 보기
- 피아트 시에나
- 피아트 스트라다